# タママ
タママは、吉崎観音作の漫画『ケロロ軍曹』およびその関連作品に登場する架空のキャラクターである。

## 人物
ケロロ小隊の突撃兵であり、地球侵略軍の先発隊新人隊員。名前の由来は「オタマジャクシ」の「タマ」から。
ケロン軍での階級は二等兵（OR-1）。
パートナーは西澤桃華。

### 外見
体色は黒。顔が白い所が多く、オタマジャクシのような尻尾がついている。普段はつぶらな瞳をしており、目をウルウルさせていることが多いが、時々狂気的な目つきに豹変する（後述）。帽子とおなかに左右逆色の初心者（若葉）マークがあり、TVアニメの3代目エンディングではこのマークが「トゲトゲハート」「嫉妬のしるし」と表現されている。
時々ぶりっ子のポーズをすることがある。また、作中のキャラクターからよく「可愛い」と言われている。
アフロのカラーは赤。

### 性格
普段はキュートでラブリーな一面を持つ礼儀正しい人物だが、怒ったり嫉妬したりすると過激な性格に豹変する二重人格の持ち主。ただし、桃華のように明確に独立した人格が存在するわけではなく、一度怒ると手がつけられなくなってその感情が表情に表れる。その脅威はケロロでさえも「キレると何をしでかすか分からない」と評しているほど。その一方で怪談のエピソードで本人が「もう1人の自分が居る気がする」と発言するなど、記憶が共有されていないかのような描写もわずかながら存在する。
若手且つ尻尾の生えた子供であるため未熟な面もあるが、必ず未熟な行動をしたら我に帰って反省し、自分の非を受け止める殊勝さもある。原作第47話では、ひょんなことからケロロに代わって隊長を務めたが、本人は統率力がないことを自覚している。
隊員の性格や人間関係、侵略の状況をもっとも冷静に見ていて洞察力がある。原作第19話でまだケロロとタママとギロロしかいない頃に侵略が進まないのは「戦闘員ばっかり揃って参謀が不足しているのでは」と指摘したり、原作第32話で公式ルールの雪合戦でポールの雪合戦の仕方を見て「間違いない…あれは狩る者の目ですぅ!!」とポールがソルジャーであることを見破ったり、原作第33話でケロロとクルルの金銭上の駆け引きに「せちがらい光景ですぅ〜」と観察していた。また、原作第129話で「登場人物の汗を見ると本当の窮地がどうか分かる」と心の中で呟き、ケロロの窮地をいち早く判断していた。
タルルなどの後輩に対しては大きな態度を取ることがある。自分をかなり大きく見せているらしく（原作第36話でタルルに接している時のタママの心理描写から後輩達を喜ばせたい、師匠として後輩達の期待を担いたいという一心から自分を大きく見せているのが見受けられる）、事実を曲げたり大きくしたり果てにはホラを吹いたり嘘を教えたりしている。また腹黒い面があり、本人も自覚している（クルルには敵わなかったが）。そのためホラ吹きや嘘の犠牲者となったギロロ、クルル、桃華、ポールの制裁（アニメではドロロ、冬樹、夏美が追加）を食らったことがある。
原作第5話でケロロに「いずれにせよ、我々の恩人である冬樹殿達に迷惑をかけてはならん!!地球侵略とはまた別の話であります!」と言われているため、桃華や冬樹、夏美などの非戦闘員には、基本的に暴力を奮ったり、タママインパクトや嫉妬玉などで攻撃しない。
アニメ第171話Aパートでは反抗期になり、それに比例して態度や言葉遣いが悪くなった事もあった。
原作第9話で南の島でケロロと共に星空を眺めているタママが「帰りたいですぅ…さみしいですぅ…」とケロン星が恋しくなってほろりと涙を流したり、原作第77話でケロン星を懐かしむあまり心がどん底になって新米兵士がかかりやすいケロンシック症候群にかかったりするなど、ホームシックになって寂しさにうちのめされやすい所がある。
サンタの存在を信じる（原作第29話）、雪合戦を楽しむ（原作第32話）、プールで遊ぶことにわくわくする（原作第48話）、鎧兜にはしゃいだり、ナノラで兵器化したこいのぼりに「かぁっこいいですぅ〜!!」と喜ぶ（原作第71話）、空飛ぶイルカに西澤邸の屋根の上で「おーいおーい!」と手を振って喜ぶ（原作第190話）など、子供らしく無邪気な面も持ち、原作58話の町全体に花を植える作戦で、土に種を植えて芽が出た様子に顔を輝かせるなど感性豊かな面もある。
ケロロの相談に乗る (原作4巻1〜2ページ)、スペシャル・ディナーを作るのに失敗して負傷したケロロをクルルと一緒に救出したり、くす玉が頭に乗ってしまった夏美をタママが咄嗟にくす玉を割って助けだす (夏美を助けた後、彼女が無事でほっとしたような表情になった。原作第41話)、花火で怪我をしたギロロの手当てをする (原作第50話)、火が体についたケロロに水をかけて助ける (原作第58話)、サッカー少年のコーチをして面倒を見る (原作第74話)、「夢をみているようですぅ〜軍曹さんもぜひやってみるですぅ」とケロロがいい思いをするために電話でケロロに処世術のアドバイスをする (原作79話)、レィディオ体操のためにわざわざ日向家にまで来てケロロを起こしに行く (原作第113話)、イースター島で倒れているアリサに近寄って心配する (原作第125話)、ケロロの大切なロボを壊すのを躊躇する (原作第151話)、仕事にやる気がないケロロに侵略作戦を提案する (第167話)、戦いで負傷したギロロと夏美を「はやくこっちに！今のうちに逃げるですぅ〜!!」と超空間に避難させて救出する (原作第194話) など優しい所もある。特に原作第74話ではサッカーを練習する少年にずっと付き添い、少年のサッカーでの活躍を最後まで見届けるなど、男の友情を大切にしている。
原作第37話でカブトムシとの戦いで敗れたタママの頭を撫でて励ましてくれた秋奈の優しさに感銘を受けたり、原作第71話でケロロを「今日の軍曹さん男ですぅ！改めて惚れ直しちゃう〜」と評したり、原作第12話の軍人らしいギロロに「かァッこいー!!」と拍手したり、原作第90話でドロロを「なんてできた人だ…。この人がいなくなったらこのマンガはどうなってしまうのだろう」と評したり、宇宙生物に素手で立ち向かう当時小学生の桃華を「か…かあっこいい〜!!」と絶賛した。

### 経歴
幼年訓練所時代はタルルを始めとするたくさんの後輩達を弟子として師匠と呼ばせ、親分のように後輩達を従わせていた。タルルによると、当時のタママは「英雄」と呼ばれているらしく、わざわざ後輩達が地球にいるタママに会うために小遣いを出し合ってカプセルを用意し後輩たちみんなが会いたがるなど、後輩たちには慕われているようである。その頃のタママとタルルはよく「ビームとビームをぶつけて「チッ互角かッ!!」というアソビ」をしていたらしい。
地球に降り立ってからはケロロの命令により船内で待機をする責務（つまりは留守番）を任されていたが、外に出れないことを寂しく思い無断で外出する。途方に暮れていた中、巨大ケーキが置かれていた西澤邸を発見して敷地内に侵入するも、宇宙船を壊した宇宙闘犬と鉢合わせをしてしまう。そのまま襲われしまうはずだったが、ピンチだったところを地球人である桃華に助けられる。桃華とはこれが最初の出会いであり、この出来事を境に西澤家に居候している。そして桃華が中学生へと進級したとある日、桃華と一緒に吉祥学園に来たのだが、桃華からボールをぶつけられそうになったところをたまたま部下を探して学校に潜入していたケロロに発見されて、ケロロと感動の再会を果たす。
桃華からは"冬樹との仲を縮める作戦の協力をする"という条件付きで西澤家に住むことを許可されており、たびたびその名目でケロロが居候する日向家にも訪問している。
幼少時代は幼稚園に通っていたが、おむかえの時間に誰もおむかえに来ないでひとりぼっちに残された経験がトラウマになっている。そのため、幼稚園に通うのが一番嫌いだったといい、同じようにお昼寝の時間もみんなが寝てしまうので寂しくて嫌いだったと述べている。

### 主な必殺技
タママインパクト
口からエネルギーの塊を発射する。姿勢には「両腕を斜め後ろへ45度、両足を左右へ38度、後方えび反り13度」という特定の筋肉運動が作用しており、仕上げに最近の妬ましかったことを考えることで初めて発射される。
ハイパータママインパクト
原作第83話で使用。タルルジェノサイドEXにはかなわず打ち返されてしまった。しかし後に、スーパーカブト（原作第37話のタママの戦友）の力でパワーアップしたタママに、タルルジェノサイドと戦わずしてタルルを負かした。

嫉妬玉（しっとだま）
原作第68話で初登場。世界中の嫉妬やタママ自身の嫉妬を集合させ放つ強大な気弾。玉の表面にはタママの感情が文字となって表現されている。
臀・波動衝（原作）/ぷーへこき（アニメ）
単なる屁。しかしスカンクなど足許にも及ばない程の威力を持つ。
誰だか気づかないふりして好き放題抜かしてんじゃねえです・インパクト
アニメ266話で登場。こちらはエネルギーではなく、ただのビームか光線。

### 好きなこと
お菓子と漫画が好きで、トレーニングが趣味。
お菓子については、作者の吉崎曰く「刺激の強いお菓子が大好き」とのことで、特にケーキ・コーラ・ポテトチップスが好物。特技はケーキの一気食いで、普段の食事からは考えられない程の量を摂取しているため、作中ではたびたび糖尿病になる危険性を指摘されている。
食べるだけでなくお菓子を作る事も趣味なようで、アニメ第106話Bパートでは無趣味だと言うギロロに伝授していた。また、第122話Aパートではクッキーをケロロに差し入れするシーンも登場する。原作第18話ではバレンタインにケロロにチョコを贈った。
トレーニングについては、西澤家に自分専用のトレーニングルームを持っている。より強い格闘家になろうと毎日欠かさず肉体鍛錬に励むなど努力家な面もあるようで、原作第92話では条例パトロール723号から「そちらの方は全身武器そのもの 存在自体が条例違反です」と全身鍛え抜かれた身体であることを認識されていた。また当人なりの強さの信念を持っているようで、原作第74話のサッカーを練習する少年に対して「自分がやらなきゃだれがやるですぅ!!?勝ちたいと思った方が勝つんですぅ!!」という叱咤激励のアドバイスを送ったこともある。

### 戦闘力
肉体面の強さはケロロ小隊の中でトップクラス。また小隊の中では肉体で作り出す必殺技のバリエーションが最も多い。
彼の強さの源は嫉妬。嫉妬をするシーンでは必ずと言っていいほど黒目が小さくなったり、声が低くなったり、ドス黒いオーラを発したりする。嫉妬の感情は彼にとって必殺技を生み出すためのエネルギーにもなっており、定期的なタママインパクトの放出によって今のタママの体型が維持されている。
放出を長期間我慢した場合には行き場を失った嫉妬エネルギーが体内に留まり、体が風船のように膨らんだ末破裂してしまう。そのため回避するには溜まっている嫉妬エネルギーをすべてタママインパクトによって放出すれば良いが、膨らんだ状態では自分から発射する体勢を取ることは不可能であるため、外部から強制的に再現するしかなくなる。
嫉妬の感情が出るようになったのは、タママが敵対視するモアが登場してからであるが、エネルギーの源であるというのが判明したのはアニメ第282話Aパートの『ケロ0』であり、宇宙船「グランドスター号」の敷地内で成っていたケロンイチジクを食べようとした際に小型バエに邪魔されてしまったことで怒りを覚え、無意識のうちにタママインパクトを発射したことがきっかけとされている。
嫉妬心などからタママインパクトを発射する際には目が点のように小さくなって血眼が走り、怪しげに光る。発射する際には「うたるっぞぬしゃ〜!!!」あるいは「んだるぞぬっしゃ〜!!!」という掛け声を掛ける場合が多いが、それ以外は普通の目つきである。

### 人間関係

#### 西澤桃華との関係
桃華とは同じ二重人格仲間。2人は「宇宙を超えた似たもの同士」であると表現されている。西澤家が裕福なので、かなり良い暮らしをしている。また、桃華はタママを「冬樹に話しかけるきっかけ」として利用することがあり、ケロロ小隊が一時的にケロン星に帰った際は話すきっかけを失い困り果てる桃華の姿があった。原作第27話で桃華はトレーニングルームで成長しようとトレーニングを頑張るタママのタママ自身へのけじめやひた向きさに感動して、西澤グループは全面的にタママを支援することを誓い、タママを応援している。原作第18話でタママと桃華が一緒にケロロと冬樹にバレンタインのチョコを渡しに行ったり、原作第32話でタママが桃華とポールを雪合戦に呼んだり、原作第43話で桃華をイギリスの学校に転校させないために桃華とポールをタママが超空間移動に連れてったり、原作第114話でタママが桃華の冬樹へ近づくための作戦に付き合ったり、原作第149話の地球人をケロン星に留学させるケロンマン計画でタママが途中で桃華をケロン星に行かせると桃華が両親やポールやメイド隊や親衛隊と離れてしまうのに気付き桃華が家族と離れないようにするために兵士化ユニットを回収するなど、タママの桃華に対する思いやりや2人の友情を垣間見られる。原作第183話では、幼稚園時代のおひるねの時間がキライだったことや自由時間に他の友達は母親が迎えに来てくれたのにタママだけ独り残されて寂しかったことを思い出してしょんぼりしているタママに対して、夏美が気を利かせて桃華を呼び、桃華がタママを迎えに行って「さ、帰ろ！」とタママの手をしっかり握り母親らしい愛情を示してくれた。また原作第74話でタママが少年のサッカーのコーチをしていた際にタママが誤って少年のサッカーボールを壊してしまったが、少年との男の友情のためにポールにサッカーボールの復元を頼むなどポールとの男の友情も育んでいる。なお、西澤家に関わる人間（桃華親衛隊、西澤家メイド隊他）はタママおよびケロロ小隊の存在を認識している。原作第79話ではクルルの処世術の「いつもやらない事をする」というアドバイスに従って、タママが西澤家メイド隊の仕事のトレーニングルームの清掃作業の手伝いをしたら、「素敵ですタママ様」「ただでさえカワユイのにィ〜!」「私も一匹ほし〜い!」と絶賛された（西澤家メイド隊のお手伝いをしたタママに桃華がご褒美に「来るべきお菓子」をあげた）。

#### ケロロとの関係
基本的にはケロロを心から尊敬している。ケロン星での彼の武勲や、冬樹を始めとする地球人との交流を大切にする仁義さに惹かれ憧れており（原作第5話）、ことあるごとに「さすがボクの軍曹さんですぅ〜」と絶賛する。ケロロと危険でラヴラヴな関係になるのを夢見ていたり、同じくケロロに懸想するモアにあからさまな嫉妬を向けたりなど、性別を超えた恋愛感情を漂わせる言動も多く、ケロロからは部下としての親愛しか向けられていないことに不満を持っていることを吐露してもいる。ケロロからも良き部下としてタママを大変可愛がっている。ケロロの腕を絡ませたり、手を繋いだり、原作第126話でN（ぬいぐるみ）・コーティングされたケロロから「この俺をだきしめてくれ!!」と言われ、顔を真っ赤にしながらたじろいでいた。また原作第107話でケロロが西澤邸に遊びに来てくれた時も（タママが「遊びに来て〜」とケロロを誘った）、ケロロの来訪に号泣するほど喜んでいた。ただし、最近では侵略活動が進まないこともあり、ケロロの的外れな作戦に呆れたり、ケロロの発言に毒を吐くこともあり、「人徳がない」などと見下した態度を取ることも増えてきており、単行本の登場人物相関図でも「尊敬」から「尊敬？」へ変更されている。
2009年のキネマ旬報の佐藤順一総監督のロングインタビューによると、原作者の吉崎観音はタママのケロロへの好意を「友達の男の子にドキドキしちゃうことってありますよね？」と言ったとのことから、原作者のタママのケロロへの好意の見解が見える。22.5巻のタママとのつきあい関係でも、タママはケロロのことを「伝説の隊長さん。ボクのあこがれのマトですぅ!」とコメントするなどケロロへのひたむきな想いを告白している。なお愛情を抱いているのはあくまで現在のケロロらしく、アニメ第64話Bパートで、ドロロの過去の記憶の中で出会った子供の頃のケロロに対しては、「クソガキ」呼ばわりした上、何の躊躇もなくタママインパクトを何度も炸裂させている。原作第56話でもケロロが自身の幼年期について話した際に、ケロロがゼロロをいじめていた事実に冬樹とともにそれは友達とはいえないと言うなど、子供のケロロにはいい印象を持っていない。原作第125話で「軍曹さんはボクが守るですぅ〜!!」と張り切るなど、絶えずケロロを護衛する覚悟を持っている（尋常ならないトレーニングもケロロの役に立つために行っている）。22.5巻のタママとのつきあい関係でも、ケロロ小隊の敵である地球軍最終防衛ラインの夏美との関係でタママが「怒らせると怖いけど、軍曹さんはボクが守るですぅ!」とコメントするなど、タママのケロロへの強い想いが垣間見られる。戦闘話では負けることが多いが、必ずケロロの隣りで体を張って最後まで戦っている（原作第31話や原作第137話など）。
原作第66話の漫画家お宅拝見や原作第127話の偵察など、ケロロとペアになって仕事をすることが多い。頑張るケロロを応援しており、ケロロに侵略作戦の提案やアドバイスをするシーンもある（原作第151話や原作第167話など）。ケロロの行動面や仕事面の補佐をよくしており、どんな時でもケロロから与えられた仕事などの物事を手を抜かずに一生懸命最後まで取り組んでいる。原作第7話では酔っぱらったケロロを介抱するためにわざわざ日向家まで来るなど、よくケロロの面倒を見ているが、部下としては地球に来る前はケロロ以外に対して反抗的だったらしい。

#### アンゴル＝モアとの関係
同じくケロロを慕うアンゴル＝モアに対しては常に嫉妬の炎を燃やしているが、噛み付くタママの発言を良い方に取ってしまう純粋なモアを前にして、自分の惨めさを自覚するシーンもある。嫉妬以外に一種のライバル心のようなものも生まれているらしく、原作第117話で彼女が使命から来る衝動に耐え切れず自らをアンゴルストーンに封印して眠りについていた際、ずっと側に付き添っていた（モア自身はアンゴルストーン内部からそれを認識しており、封印を解いた彼女に礼を言われた時にタママは複雑そうな表情で顔を背けた）。また、ガルル小隊によってアンゴルストーン内に拘束されたモアを特大のタママ・インパクト（通常は火球状だがパワーアップを果たして光の柱となっている）で救い出したのはタママである。超劇場版3ではシヴァヴァに敗北して落ち込んでいた際、モアから励まされ立ち直ったこともある（もっとも本人は表向きは否定していたが）。
もっとも、恋愛でのいざこざ以外ではタママとモアの仲は特に仲が悪いわけではないと見受けられる。原作第25話のモアの猥談に興味を示したり、原作第58話では花作戦の成功でタママとモアがお互いの手を2度合わせて喜んでいた（2回目では手を繋いでいる）。原作第126話では「私はともかく外見はおじさまですし…効果あるんでしょうか…?」「ボクもともかくですぅ〜!」っと普通に会話をしていた。原作第108話のパン対決でもタママはモアの判決に素直に従っている。原作第171話ではモアと共に侵略のために侵略ナビを使うといいとケロロにアドバイスしている。また原作第183話の幼稚園からやり直す作戦で、なかなか幼稚園に行けずに幼稚園に入るのを渋ってたタママに先生役のモアが自分が嫌いなのでは心配するモアに、タママが「ちっ違うですぅ〜!!!ボクはホコリ高きケロン軍とつげき兵!!任務に私情をはさむようなマネはしないのですぅ〜!!」とタママ本人がはっきり否定している。そのタママのコメントにモアは「よかった」とほっとしていた（幼稚園でまだタママがいないのに気付いたのはモアだけである）。上記の通り公私をきっちり分けモアと共に侵略作戦の仕事をするなどモアに誠実に接している。
なお、ケロロと親しくしたものに対してはモア以外であっても嫉妬する。

#### その他のキャラクターとの人間関係
ギロロとは、ケロロと共に外の仕事で3人で行動することが多い（原作第38話や原作第105や原作137話など）。第100話では正月にケロン星の実家に帰っていたタママとギロロが、一緒に宇宙船に乗って地球に向かうシーンがある。原作第151話ではギロロとのコラボ技「タママキャノン」で敵と戦った（キャノンでタママ自身を弾丸として発射する技）。ギロロも他人に嫉妬することが多く、小雪への嫉妬心の強さに関しては「今なら分かり合える」と共感している。基本的に上司として敬っているが、ケロロやクルルと同様にぞんざいな扱いにすることもある。
ドロロとは、原作第74話でタママが少年のサッカーの練習の面倒を見ている様子をドロロが優しく見守っていた。その話でドロロが小雪と共に引越しでいなくなった少年のメッセージをタママに伝えたり、タママを少年の引越し先の小学校に連れていくなどタママに手を差し伸べている。ドロロとタママの絡みは少ないが、原作第90話で子供に懐が深いドロロにタママが「なんてできた人だ…。この人がいなくなったらこのマンガはどうなってしまうのだろう」と評すなど、ドロロに一目置いている面がある。アニメ版では347話Aパート等、ドロロと行動を共にすることも増えている。
タルルとはガルル小隊との戦いで対戦したものの、改めて師匠と認めてもらい、原作第90話で携帯で連絡を取り合っている様子が見られるので師弟関係は良好。
夏美とは、原作第183話で幼稚園時代の寂しかった時間を思い出してしょんぼりしているタママに夏美がタママの手を引き連れて行き、さらにタママのために桃華を迎えに来るよう呼んでくれた。夏美も秋が仕事が忙しくて寂しい思いをしているので、タママの気持ちを理解しているようである。なお、他の小隊メンバーと共にタママをお仕置きすることは多いものの、タママ個人にお仕置きする頻度はドロロに次いで少ない。
新ケロロに対しては第185話で初遭遇したときに「社会のキビシサを教えてやる」と言っていきなり襲い掛かったが、T-STYLEの新ケロロにカウンターパンチを受けあえなく負けた。新ケロロとの絡みはあまりないが、原作第192話では自転酔いのために弱った新ケロロの様子を窺いに密かに日向家に来るなど気にかけていることが分かる。
家族に関しては幼稚園時代の回想で少し触れられている程度で詳細は不明。ただし、前述の通り幼稚園だった頃に親が迎えに来なかった過去や、それに起因して孤独に対して異常な恐怖心を持っている様子など、家庭環境の悪さを伺わせる描写が時折見受けられる。
小説版では、ケロロに求愛する突如として現れた謎の女性「カスミ」（その正体はケロロが助けたウスバカゲロウ）に嫉妬していたが、ラストで彼女の墓前に密かに供え物をするなど、別に嫌いという訳ではない。

### 話し言葉の特徴
一人称は「ボク」、「ですぅ」を語尾に付けて会話することが多い。
ただし、年下に対しては一人称が「俺」になり、「ですぅ」は使わなくなる。また口調もこの時は通常の男言葉になる。それ以外では、モアを帰らせるべく地球人スーツMk-IIで正体を隠して特訓をさせた時は「私」、アンチバリアのバッテリーが切れていることに気づかず使っているつもりで神様を名乗りサッカー少年を特訓した時は「ワシ」だった。
物事を擬音で表現することがたまにある。また台詞に英語を多用するのがイカすという美学を持っている。クシャミをする時は「タマックチュンッ!!」とクシャミをする。
小隊内の無線では「ワカバ1」を用いる（初心者マークの別称「若葉マーク」が由来）。

### その他のエピソード
- 作者の吉崎によると、タママは「スタンダードな表情をたくさん持つキャラとして考えた」と語っている。二重人格の設定になったのは「表情の振り幅を大きく持たせるため」と明かしており、その理由は「無表情なケロロを補うため」とコメントしている。作中2番目の登場になったのもこれが理由とのこと[4]。
- 『ちびケロ ケロボールの秘密!?』ではタママに似たデスゥボールが登場した。声も同じくタママ役の小桜が担当している。顔つきはモアに対して「嫉妬」と言う時の顔に似ている。
- テレビ東京の公式サイトで5回に渡って実施されたキャラクター人気投票では、第3回以降連続1位を獲得している[15]。
- 『ケロロRPG 騎士と武者と伝説の海賊』の予約特典のクリアファイルに『テイルズ オブ イノセンス』のコーダとお菓子を食べているイラストがある。これはタママの声優・小桜エツ子がコーダの声を担当していたためである。ゲーム中で、占い師から「食べすぎには注意」と言われている（これもコーダと関係している）。またある条件を満たすと『テイルズ オブ デスティニー』のマイティ・コングマンの技を覚える（これはコーダが非戦闘キャラクターのためである）。
- 『けものフレンズ』とのコラボレーションにて、アニマルガールとなったタママが登場[16]。声優は前田愛が担当する。

## コスプレ・変身
タママドラゴン
『超劇場版ケロロ軍曹 撃侵ドラゴンウォリアーズであります!』において竜の書の力を受けドラゴンの姿となったタママ。ドラゴン小隊の中では最も体長が長い。
他の4人が二脚歩行のいわゆるファンタジーに登場するドラゴンなのに対し、タママドラゴンは中国の竜に似た細長い形状になっている。外見は殆ど原形を留めていないが、額に小さく初心者マークがある他、尻尾の先には元の姿の尻尾に類似した白い突起物が存在する。ブレスの代わりにタママインパクトを放つことが可能。